# Jesper Ganslandt
Per Jesper Ganslandt, ursprungligen Sundberg, född 31 oktober 1978 i Falkenberg, är en svensk regissör, manusförfattare och producent. 
Han långfilmsdebuterade 2006 med Farväl Falkenberg och blev då Guldbaggenominerad för bästa regi. Ganslandt regisserade filmatiseringen av Martin Schibbyes och Johan Perssons bok 438 dagar som skildrar deras erfarenhet av att bli fängslade för terrorbrott i Etiopien. Filmen hade premiär hösten 2019.

## Filmografi
- 2001 – Midsund (kortfilm) – producent, klippning
- 2006 – Farväl Falkenberg (långfilm) – regi, manus, roll, klippning, stillbildsfoto
- 2008 – Skinnskatteberg (konsertfilm) – regi, producent, klippning, foto
- 2008 – Jesper Ganslandts 114:e dröm (kortfilm) – regi, manus, producent
- 2009 – Filmen jag inte pratar om längre (dokumentär) – regi, producent
- 2009 – Man tänker sitt (långfilm) – exekutiv producent
- 2009 – Apan (långfilm) – regi, manus, klippning
- 2012 – Blondie (långfilm) – regi, manus
- 2018 – Jimmie (långfilm) – regi, manus, producent, skådespelare
- 2018 – Beast of Burden (långfilm) – regi
- 2019 – 438 dagar (långfilm) – regi, skådespelare
- 2021 – Snabba Cash (serie) – producent, regi, manus